# Výrov (Dolany)
Výrov (v místním nářečí Vejrov) je místní část obce Dolany v okrese Klatovy v Plzeňském kraji. V roce 2011 zde trvale žilo 45 obyvatel.

## Název
Názvu Výrov se použilo poprvé v roce 1848. Podle pojmenování této vesničky se dá soudit, že tu měl majetek, pravděpodobně dvůr, jakýsi Výr. Toto jméno sice není ve staré době doloženo, ale i tak můžeme tvrdit, že vzniklo od slova výr, což bývalo nejen označení ptačího druhu, ale také nadávka, která doznívá i dnes třeba ve spojení „Ty jsi ale vejr“.

## Historie
První písemná zmínka o vesnici pochází z roku 1391.
Ves Výrov leží na břehu řeky Úhlavy nedaleko Malechova, mezi Dolany a Švihovem. Vesnička je poprvé zmiňována na přelomu 14. a 15. století a to hned dvakrát krátce za sebou. Jako první byl v roce 1391 vzpomenut jakýsi Jindřich z Výrova (Henrici de Wyrow). V polovině 16. století je ves zapsána jako Wayrow a pak se po čtyři století vyskytuje jako Weyrow. Je tu tedy v obou případech zachycena nespisovná podoba Vejrov.

## Obyvatelstvo
| Rok            | 1869 | 1880 | 1890 | 1900 | 1910 | 1921 | 1930 | 1950 | 1961 | 1970 | 1980 | 1991 | 2001 | 2011 | 2021 |
| -------------- | ---- | ---- | ---- | ---- | ---- | ---- | ---- | ---- | ---- | ---- | ---- | ---- | ---- | ---- | ---- |
| Počet obyvatel | 74   | 85   | 65   | 68   | 73   | 79   | 68   | 54   | 54   | 45   | 41   | 38   | 47   | 45   | 47   |
| Počet domů     | 11   | 13   | 13   | 13   | 14   | 14   | 14   | 17   | 17   | 12   | 11   | 14   | 16   | 16   | 18   |

## Obecní správa
Při sčítání lidu v letech 1850–1963 Výrov byl osadou obce Malechov v okrese Klatovy. Od roku 1964 je částí obce Dolany v okrese Klatovy.

## Pamětihodnosti
Uprostřed trojúhelníkové návsi stojí pod lipou opravená výklenková kaple, obehnaná plůtkem. Naproti turistické orientaci je usedlost s barokní vjezdovou branou a brankou z počátku 19. století.

## Galerie

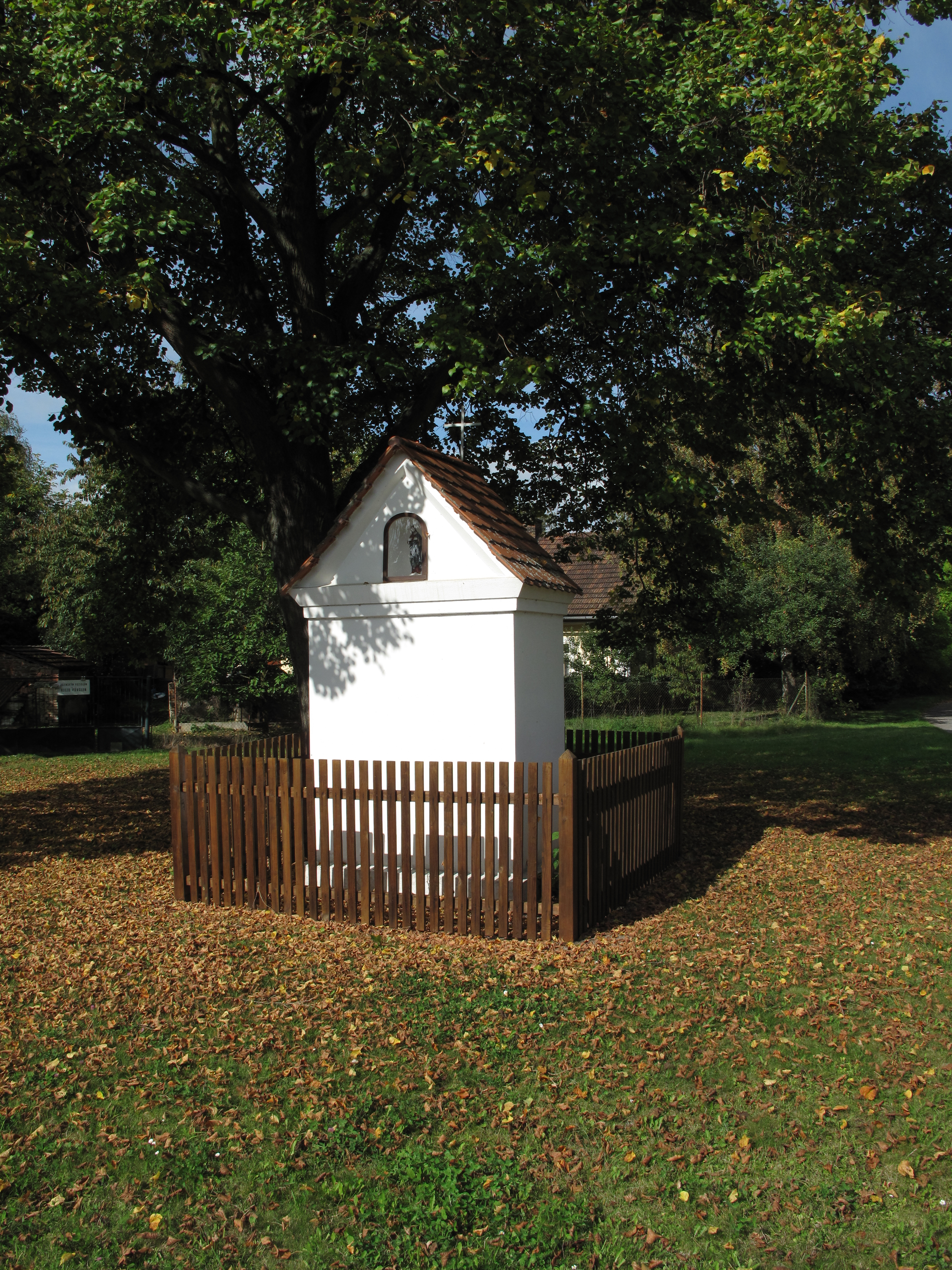
Kaplička
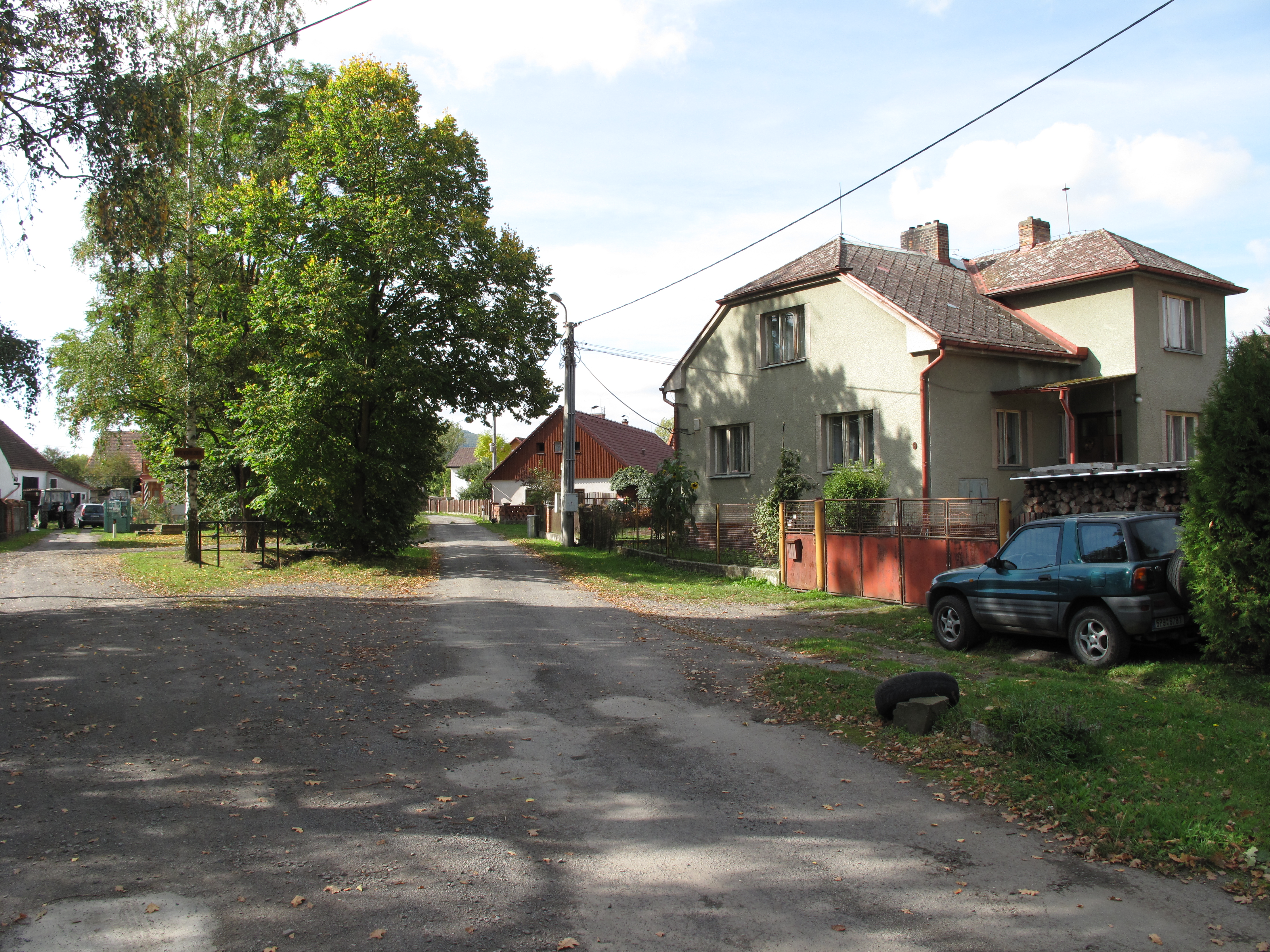
Ulice
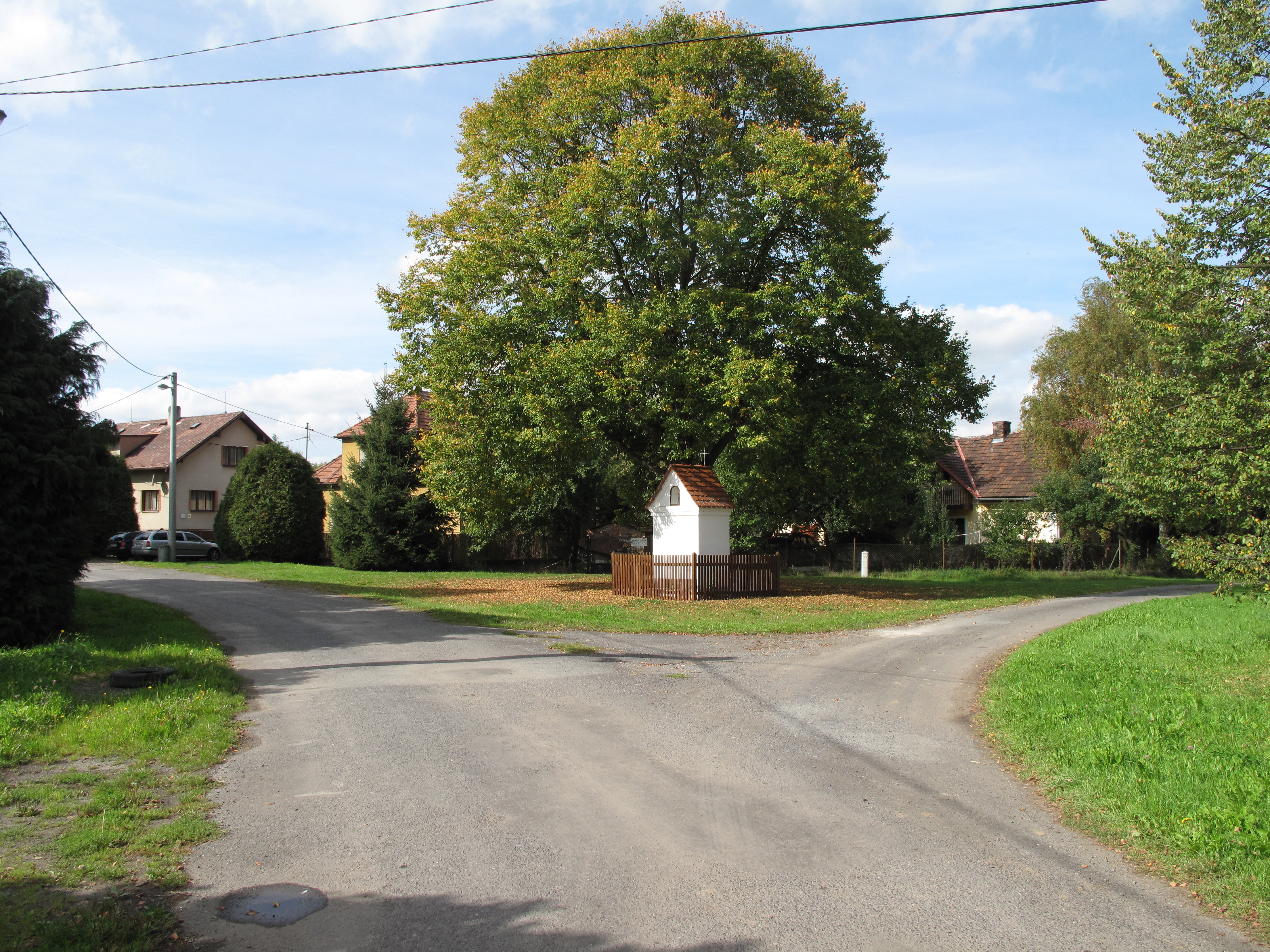
Náves